# Улица Венецианова (Москва)
Улица Венециа́нова — улица в Северном административном округе города Москвы на территории посёлка Сокол, расположенного в одноимённом районе. Имея протяжённость всего 48 метров, улица Венецианова является самой короткой в Москве. Улица Венецианова является также и самой узкой в городе, её ширина составляет лишь 4 метра.
Улица отходит на юг от улицы Сурикова между домами 9 и 11 и заканчивается тупиком. К улице Венецианова относятся два дома: № 3 и № 4.

## История
Улица появилась в 1920-х годах при строительстве посёлка Сокол. Своё название улица получила 4 апреля 1928 года в честь русского художника Алексея Гавриловича Венецианова (1780—1847). Изначально улица соединяла улицу Сурикова и улицу Левитана. Южная часть улицы была значительно шире северной, там находился сквер с колодцем. В 1937 году на месте сквера на улице Венецианова был построен дом художника А. М. Герасимова, в результате чего улица стала тупиком. Во время Великой Отечественной войны по улице проходила одна из линий оборонных укреплений Москвы.
По данным портала Вести.ру, звание самой короткой улицы России улица Венецианова потеряла осенью 2011 года. Теперь самой короткой улицей страны считается улица Сибстройпути в Новосибирске, которая короче улицы Венецианова на 8 метров.

## Здания и сооружения
- № 3 — деревянный двухэтажный жилой дом для одной семьи, так называемая «Сторожевая башня». Построен в 1925 году по проекту архитекторов братьев Весниных. Является памятником архитектуры регионального значения в составе архитектурно-планировочного комплекса посёлка Сокол[9]. В этом доме жила лингвист Вера Георгиевна Петрова (1921—2011)[10].
- № 4 — деревянный дом с мансардой для одной семьи. Построен в 1925 году по проекту архитектора Николая Марковникова. Является памятником архитектуры регионального значения в составе архитектурно-планировочного комплекса посёлка Сокол[11].

| - Дом № 3 - Дом № 4 - Дом-мастерская Герасимова со стороны ул. Венецианова |